# Du

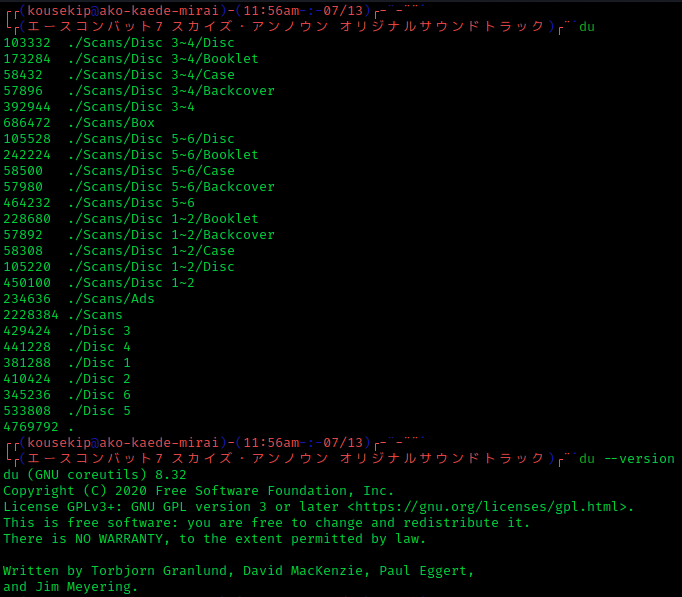
Terminal mostrando a saída de du

du (abreviação de disk usage, ou uso de disco) é um comando dos sistemas operacionais baseados em Unix que visualiza o espaço ocupado pelos arquivos em um diretório. 

## Uso
O comando du recebe como argumento o caminho para o diretório desejado. Se não for especificado, o diretório atual é usado. 
Pelo SUS o du ainda possui as seguinte opções:
   -a além da saída padrão, inclui informações para cada entrada não pertencente ao diretório
   -c exibe um total geral do uso do disco encontrado pelos outros argumentos
   -d # a profundidade em que a analise deve ocorrer. -d 0 analise no nível atual, -d 1 no subdiretório, -d 2 nos sub-subdiretórios etc
   -H calcula o uso do disco para referências de link especificadas na linha de comando
   -k mostra os valores como múltiplos de 1024 bytes, não 512 bytes
   -L calcula o uso do disco para referências de link em qualquer lugar
   -s reporta apenas o valor do diretório atual, não para cada diretório nele contido
   -x apenas percorre arquivos e diretórios no dispositivo no qual o argumento de caminho está especificado.
Outros sistemas operacionais baseados em Unix podem adicionar opções extras. O GNU, por exemplo especifica -h que exibe o uso do disco em um formato mais fácil de ler, adicionando unidades com o prefixo do SI (por exemplo, 10 MB).
Não existe ferramenta nativa semelhante no Windows.

## Exemplos
Usando o comando du no terminal:
```
$
 
du
 
/endereço/para/diretório

```

É possível combinar esse comando com outros, como o sort, exibindo os valores de forma ordenanda.
```
$
 
du
 
/endereço/para/diretório
 
|
 
sort
 
-nr

```